# ارنست مرسیه
ارنِست مِرسیِه (به فرانسوی: Ernest Mercier) (زاده ۴ فوریه ۱۸۷۸ - درگذشته ۱۱ ژوئیه ۱۹۵۵) کارآفرین، صنعتگر و مدیر ارشد اجرایی فرانسوی بود، که در سال ۱۹۲۴ شرکت توتال را تأسیس کرد. وی دانش‌آموخته مدرسه پلی‌تکنیک پاریس بود و در فاصله سال‌های ۱۹۳۳ تا ۱۹۴۰ نیز به‌عنوان رییس هیئت مدیره شرکت آلستوم فعالیت می‌نمود.